# Pitcairnia palmeri
Pitcairnia palmeri är en gräsväxtart som beskrevs av Sereno Watson. Pitcairnia palmeri ingår i släktet Pitcairnia och familjen Bromeliaceae.

## Underarter
Arten delas in i följande underarter:
- P. p. longebracteata
- P. p. palmeri